# Шубрия
Шубрия (Шуприя, Арме-Шубрия, Субарту, Субар) — хурритское царство, известное из ассирийских источников, начиная с XII века до н. э. Царство находилось на Армянском нагорье к юго-западу от озера Ван и граничило с Урарту. Возможно, один из зачатков армянской государственности.
Вместе с мушками, Хайаса и другими народами и государствами региона попала под власть Урарту в IX веке до н. э.; потомки выходцев из Шубрии участвовали в формировании армянского этноса.
Шубрия упоминается в посвятительной надписи ассирийского царя Асархаддона богу Ашшуру. Асархаддон в 674 году до н. э. предпринял поход против Шубрии и покорил её.
Сейчас уже признано, что зачатки армянской государственности уходят не только в эпоху падения Урарту и Ассирии, но и глубже; зачатком ее могло быть царство Арме-Шубрия, как считает Б.Б. Пиотровский, предполагающий здесь создание скифско-армянского объединения на рубеже VII и VI вв. до н.э., но которое сложилось как государство значительно раньше.
В качестве зачатка армянской государственности можно рассматривать и любое  хурритское, урартское или лувийское государство на территории Армянского нагорья — и эти государства были тоже созданы не чуждыми армянам этническими группами, а людьми, потомки которых влились в армянский народ, хотя сами они и говорили на других языках.
Страна Арме возглавляла территориальный союз, в который входило и «царство» мушков, страны Ишува, Шуприа, Алше, Пурулумци и много других «стран». Союзу удалось объединить все мелкие страны и народы Армянского нагорья в одну политическую единицу. Союз, возглавляемый страной Армэ, получил возможность использовать период бессилия Урарту и захватить его политическое наследие. Слияние двух народов арминов и мушков, было очень важным фактором; оно привело к созданию на урарто-хурритском субстрате господствующего языка, первоначально в территориальном союзе, на юге Урарту; это был будущий армянский язык.